# Mark Summerbell
Mark Summerbelle est un footballeur anglais, né le 30 octobre 1976 à Durham (Angleterre). Évoluant au poste de milieu de terrain, il est principalement connu pour avoir joué pour Middlesbrough et Carlisle United.

## Biographie

### Carrière de joueur
Natif de Durham, il devient professionnel à Middlesbrough, le grand club du comté en 1995 à l'âge de 19 ans. Il y reste 7 saisons pour 51 matches de Premier League et un but inscrit (contre Tottenham Hotspur). Il inscrit 3 autres buts en League Cup, contre Bolton Wanderers, Everton et Macclesfield Town.
Il connaît trois périodes de prêt, dont une qui lui permet de découvrir le championnat irlandais avec Cork City et deux autres à Bristol City et à Portsmouth.
En 2002, il s'engage pour Carlisle United où il reste 2 saisons pour 45 matches de Third Division et un but inscrit contre Torquay United. Il joue la finale du Football League Trophy 2002-03, perdue 0-2 contre Bristol City. À la suite de la saison 2004-05 à l'issue de laquelle le club est relégué en Conference et donc sorti de la Football League, Summerbell décide de mettre un terme à sa carrière professionnelle. 
Il joue ensuite pour les amateurs de Redmire United puis pour South Moor Sports.